# Drapeau de la Caroline du Nord

Drapeau de 1861

Le drapeau de la Caroline du Nord est le drapeau officiel de l'État américain de la Caroline du Nord. Il se compose de deux bandes horizontales rouge et blanche d'égale hauteur, marquées à gauche d'une bande verticale bleue, de largeur égale à la hauteur des bandes horizontales, sur laquelle est représentée une étoile blanche entre les lettres N et C, de couleur or.
Au-dessus se trouve un ruban doré avec la date du 20 mai 1775, et en dessous un ruban similaire portant la date du 12 avril 1776. Ces deux dates correspondent respectivement à la déclaration d'indépendance de Mecklenburg et à la résolution d'Halifax, deux événements qui placent la Caroline du Nord en avant-garde du mouvement pour l'indépendance américaine. Elles apparaissent également sur le sceau de la Caroline du Nord.
La législature de l'État a adopté ce drapeau en mars 1885 afin de remplacer celui du 22 juin 1861, qui avait été adopté immédiatement après la sécession de l'Union. Le rouge de l'ancien drapeau a été remplacé par le bleu en mémoire du Bonnie Blue flag.